# Зимна припънка
Зимната припънка (Flammulina velutipes, наричана също Зимненка) е ядлива гъба от род Flammulina K A R S T.

## Характерни белези
- Гугла:

Диаметърът на гуглата е от 3 до 6 см. Първоначално е полусферична, по-късно разперена до почти плоска. Понякога със слабо изпъкнало връхче в центъра. Сламеножълта, медножълта до жълтокафеникава на цвят. В средата е по-тъмна. Повърхността е гладка, гола, слизеста и лъскава. Ръбът в млада възраст е подвит навътре, по-късно изправен, равен или слабо вълновиден с ясно изразени радиални ребра.
- Месо:

Месото е тънко, меко, крехко, по-късно жилаво. Белезникаво до бледорозово.
- Ламели:

Ламелите са разположени нарядко. Широки от 2 до 8 мм. Слабо са сраснали с пънчето. Първоначално са кремавобели, по-късно жълтеникави.
- Споров прашец:

Споровият прашец е кремавобял.
- Пънче:

Пънчето е високо от 4 до 8 см. Диаметър от 0,5 до 1 см. Първоначално е плътно. По-късно става кухо. Има цилиндрична форма. Към основата е слабо стеснено. Жилаво е. В най-горната си част под шапката охреножълто. Към основата става тъмнокафяво с кадифено влакнеста повърхност.

## Събиране, съхранение и използване в кулинарията
Расте върху жива или гниеща дървесина на широколистни дървета (много рядко върху иглолистна) през есента и цялата зима до към март най-често на големи туфи. Има приятен гъбен аромат и много добър вкус. Подходяща е за консумация в свежо състояние за всякакви ястия, супи и пържена. Подходяща е за сушене и стерилизация в буркани след бланширане.

## Двойници
Отровният двойник на Зимната припънка е Отровната пънчушка (Naematoloma fasciculare)

### Отличителни белези
1. Шапката е бледожълта до лимоненожълта. В средата оранжева до ръждивокафява
2. Ръбът е гладък
3. Месото е тънко, жълто и силно горчиво
4. Пънчето е кухо, бледожълто, към основата жълтокафяво

## Любопитни факти
В Япония се отглежда в парници култивираният вариант на гъбата наречен Енокитаке, който по външен вид е доста по-различен от горската гъба. Поради липса на светлина при отглеждането тя е оцветена изцяло в бяло, а поради отглеждането ѝ в буркани туфата има цилиндрична форма.